# Seminário Conecta
O Seminário Conecta foi uma das muitas formas de se tentar incorporar as tecnologias na educação e, ao mesmo tempo, de refletir sobre o papel do professor. Isso porque a evolução tecnológica não tem transformado apenas áreas como política, ciência, economia, legislação e trabalho, mas também a educação. Com tantos recursos, professores podem hoje usar de práticas pedagógicas consideradas inovadoras para educar, atrair e reter alunos por meio de novas possibilidades de ensino. O Seminário Conecta, realizado pelo SESI Rio e SENAI Rio, é parte do Programa Conectividade e reúne anualmente autoridades em tecnologia e educação (acadêmicos, jornalistas, educadores), bem como professores das redes pública e particular do Brasil. Na pauta das exposições de tecnologias educacionais, conferências, palestras e oficinas (realizadas em três edições anuais ao longo de 2011, 2012 e 2013) sempre havia temas relacionados à evolução tecnológica e a seus impactos no ensino e na aprendizagem.

## História
O primeiro Seminário Conecta aconteceu em 2011 e privilegiou quatro temas: conteúdo, formação, infraestrutura e tendências no campo da Educação. A grande questão, na época, tinha a ver com a força da tecnologia como modificadora do papel do professor, profissional que precisava se adaptar às redes sociais, aos games educacionais, aos simuladores e assim por diante. Por isso os participantes do evento puderam experimentar "simuladores virtuais de ensino e de realidade aumentada, biblioteca virtual, Web TV, games e lego education". A tecnologia educacional estava chegando para ficar.
Já no Seminário Conecta 2012, o tema central foi o da exposição intitulada “Educação: uma revolução silenciosa”. Era necessário parar um pouco e refletir se tudo o que vinha sendo discutido a respeito das novas possibilidades e do protagonismo do professor no campo da educação era mesmo passível de ser colocado em prática, vivenciado no dia a dia, ou se não passava de teoria. Os tópicos mais debatidos foram "games, educação à distância e infraestrutura".
Esses dois eventos reuniram mais de oito mil pessoas e discutiram as tecnologias educacionais por meio de 34 palestras, 13 oficinas e 16 espaços chamados de "inovadores". Depois deles, em 2013, se tornou propício tratar um tópico que frequentemente era abordado nos meios de comunicação: o uso dos games na educação. O fundador do Atari, Nolan Bushnell, disse na ocasião que o melhor momento para se aprender algo é quando a pessoa se encontra feliz e satisfeita, o que acontece quando o aluno interage com um videogame.
O propósito do Seminário Conecta foi compartilhar esse conteúdo especializado e as experiências de quem vivencia o dia a dia da educação nas escolas, além de estimular os educadores a usarem recursos tecnológicos e, assim, falarem a mesma linguagem e usarem a mesma tecnologia dos chamados alunos 2.0.  (geração Z). Trabalhar a história da educação foi uma forma de incentivar essa reflexão sobre a evolução das práticas pedagógicas e o uso das tecnologias na Educação, considerando as recentes inovações e seu impacto nas formas de ensinar e aprender. 

## Tecnologias educacionais
A escola é o lugar onde o aluno consolida sua socialização e participa de um processo estruturado de ensino-aprendizagem. Como esse processo se baseia na comunicação – e esta é diretamente influenciada pelas novas tecnologias de informação e comunicação (TICs) –, surgem novas linguagens e formas de assimilação do conhecimento no ambiente escolar. De acordo com Anthony Williams, coautor dos livros Wikinomics - Como a colaboração em massa pode mudar o seu negócio e Macrowikinomics - Einiciando os negócios e o mundo: "Os nativos tecnológicos, crianças e jovens que já nasceram com acesso à internet e às novas tecnologias, não são mais estimulados pelas antigas fórmulas usadas pelos professores, como seminários". Por isso, ele ressalta a importância da interatividade e da criação, "como o uso responsável da Wikipedia e das mídias sociais".
Talvez uma das principais características das novas tecnologias educacionais, quando integradas às práticas pedagógicas, seja a reestruturação do pensamento, que agora pode se dar de maneira colaborativa. A figura de alguém que domina o conhecimento e o transmite de forma unilateral cedeu lugar à figura de um facilitador, que instrui os alunos, mas que também é instruído por eles. Essa via de mão dupla é uma espécie de educação colaborativa. Dentre os recursos tecnológicos utilizados atualmente no ensino estão:
- Games: jogos interativos que transmitem o conteúdo didático de maneira lúdica. Além disso, videogame e jogos online, por exemplo, desenvolvem o raciocínio estratégico, o planejamento, a reflexão e a rapidez de pensamento. Mais ainda: qualquer jogo pode ser usado de forma educativa, cabendo ao professor a apropriação de suas funcionalidades e a extração dos conteúdos que podem servir ao propósito educacional. Programas como o Sesi Matemática (que firmou parceria com a empresa inglesa Mangahigh)[6] usa esse recurso;
- Livros digitais: assim como os exemplares impressos, os digitais também disponibilizam todo tipo de conteúdo. A diferença é que são apresentados em formato, linguagem e design específicos e podem ser lidos em diversas plataformas (desktops, laptops, tablets, smartphones, e-readers). Por isso, contam com recursos frequentes da vida online, como hiperlinks e conteúdo audiovisual, que tornam a leitura mais interativa e dinâmica;
- Lousa digital: equivale ao antigo quadro de giz e ao mais recente quadro branco, só que é sensível ao toque e funciona conectada a computador e projetor. Assim, a lousa digital tem o mesmo objetivo de transmitir informações, mas com a vantagem de permitir o uso de muitas funcionalidades, como gráfico, compasso, aplicativos, efeitos especiais e conteúdo multimídia. É possível, inclusive, enviar links com resumos de aulas para os alunos;
- Recursos da web: têm a vantagem de oferecer, principalmente, armazenamento e compartilhamento de arquivos pela web, que podem ser acessados de qualquer equipamento com conexão de internet. Periféricos como CD, DVD, HD e pendrive cedem lugar à chamada “nuvem”, ou seja, um local virtual. Os mais populares são Google Drive, Dropbox, Facebook, Youtube e Instagram;
- Redes sociais: são plataformas virtuais de relacionamento. Pessoas e empresas trocam informações e ideias em geral nas redes sociais. Professores podem tirar proveito dessa ferramenta para criar grupos de alunos no Facebook, por exemplo, e compartilhar conteúdos, debater, passar links, recomendar vídeos e muito mais. Há quem recomende, inclusive, que o dever de casa seja feito no Youtube e os cadernos sejam substituídos por tablets, apesar de seu alto preço;[7]
- Repositórios de objetos de aprendizagem: funcionam como uma espécie de biblioteca virtual, só que vão além dos livros digitais. São como as redes sociais, mas contam com ambiente personalizado. Esses repositórios podem armazenar vídeos, fotos, áudios, gráficos, tabelas, tutoriais, mapas, etc., facilitando a pesquisa digital;
- Simuladores: são dispositivos e softwares que recriam, no mundo virtual, ambientes de difícil acesso ou perigosos. Com isso, permitem experiências seguras muito próximas às da vida real, fazendo com que o usuário possa vivenciar situações-problema e sugerir soluções sem correr risco algum. Assim, num curso sobre soldagem, por exemplo, treinar usando simuladores ajuda a calcular a altura do arco e o ângulo de trabalho, facilitando e tornando mais segura a entrada do aluno na vida prática da oficina onde vai trabalhar. Sem falar na vantagem de se poder corrigir erros sem danificar equipamentos. Simuladores podem ser usados, ainda, em muitos outros cursos, como nos de colheitadeira e empilhadeira;
- Unidade móvel de aprendizagem: compreende desktop, projetor, óculos 3D, microfone e webcam, equipamentos que podem ser levados e instalados em qualquer ambiente educacional. Dentre os recursos que a unidade móvel oferece está o uso da realidade aumentada;
- Videoaulas: nada mais são do que aulas gravadas e disponibilizadas em algum ambiente virtual para acesso de alunos e professores em qualquer tempo ou local. As videoaulas podem ser do tipo autoinstrucional[nota 2] (o aluno aprende de maneira autônoma) ou agregada a cursos (presenciais ou à distância). Nas apresentações ao vivo, pode haver interação entre os espectadores e o professor, ao passo que nos demais casos a participação pode ser por meio de fóruns de discussão ou comentários na respectiva plataforma.

Assim, as tecnologias educacionais deixam de ser apenas ferramentas e assumem o papel de elementos-chave na construção de uma educação que se propõe a ser interativa e moderna. De acordo com a pesquisa Horizon Report, realizada pelo The New Media Consortium, algumas tecnologias já vêm sendo adotadas, enquanto outras ainda levarão alguns anos para serem incorporadas pelo ensino fundamental e pelo ensino médio brasileiro:
| Tempo para adoção | Tecnologias adotadas (no passado, presente e futuro)                                                     | Tecnologias adotadas (no passado, presente e futuro) |
| ----------------- | --- | ---------------------------------------------------- |
| Até 2013          | - Ambientes colaborativos - Aprendizagem baseada em jogos - Dispositivos móveis (celulares e tablets)    |                                                      |
| 2014 a 2015       | - Redes de celular - Geolocalização - Aplicativos móveis - Conteúdo aberto                               |                                                      |
| 2016 a 2017       | - Inteligência coletiva - Laboratórios móveis - Ambiente pessoal de aprendizagem - Aplicações Semânticas |                                                      |

## Prêmio Conecta
A fim de estimular o uso de tecnologias como essas em sala de aula foi criado o Prêmio Conecta. Ele reconhece e divulga, por meio da premiação, práticas educacionais que contaram com as tecnologias educacionais. Para participar, professores com foco em inovação e criatividade inscrevem suas práticas, que são avaliadas por uma comissão. Os dez melhores projetos são gravados e exibidos durante o Seminário Conecta e, por meio de votação eletrônica em tempo real, os participantes do evento (profissionais da educação, em sua maior parte) escolhem os vencedores. Os primeiros lugares de cada ano foram:
| Ano  | Projeto                                                       | Unidade            | Descrição |
| ---- | ------------------------------------------------------------- | ------------------ | --- |
| 2011 | Não houve premiação                                           | N/A                | N/A |
| 2012 | "O boliche interativo"                                        | Sesi Resende       | Utiliza lousa digital e realidade virtual para facilitar o aprendizado dos alunos.                                   |
| 2012 | "Simulador de soldagem: tecnologia a serviço da aprendizagem" | Senai Niterói      | Cria, com hardware e software, um ambiente virtual tridimensional para simular uma soldagem real.                    |
| 2013 | "Batalha dos ângulos"                                         | Sesi Volta Redonda | Usa o game para transmitir o conceito de ângulos e seus complementos, além favorecer a socialização entre os alunos. |
| 2013 | "Simulação de redes de computadores e seus desafios"          | Senai Valença      | Simulador que apresenta a todos os alunos, ao mesmo tempo, o papel do Gateway (recurso fundamental em redes).        |